# 珀蒂堡
珀蒂堡（法語：Petit-Bourg，法語發音：[pəti buʁ]）是法国海外省瓜德罗普的一个市镇，属于巴斯特尔区。

## 地理
珀蒂堡（16°11'29"N, 61°35'25"W）面积129.88 平方千米，位于法国海外省瓜德罗普。
与珀蒂堡接壤的市镇（或旧市镇、城区）包括：拜马欧、布扬特、瓜亚沃、拉芒坦、潘特努瓦尔、维约萨比唐。
珀蒂堡的时区为UTC−04:00（大西洋时区）。

## 行政
珀蒂堡的邮政编码为97170，INSEE市镇编码为97118。

## 政治
珀蒂堡所属的省级选区为珀蒂堡县、拜马欧第二县。

## 人口

1962-2008年间珀蒂堡人口变化图示

珀蒂堡于2022年1月1日时的人口数量为24299人。